# 소품

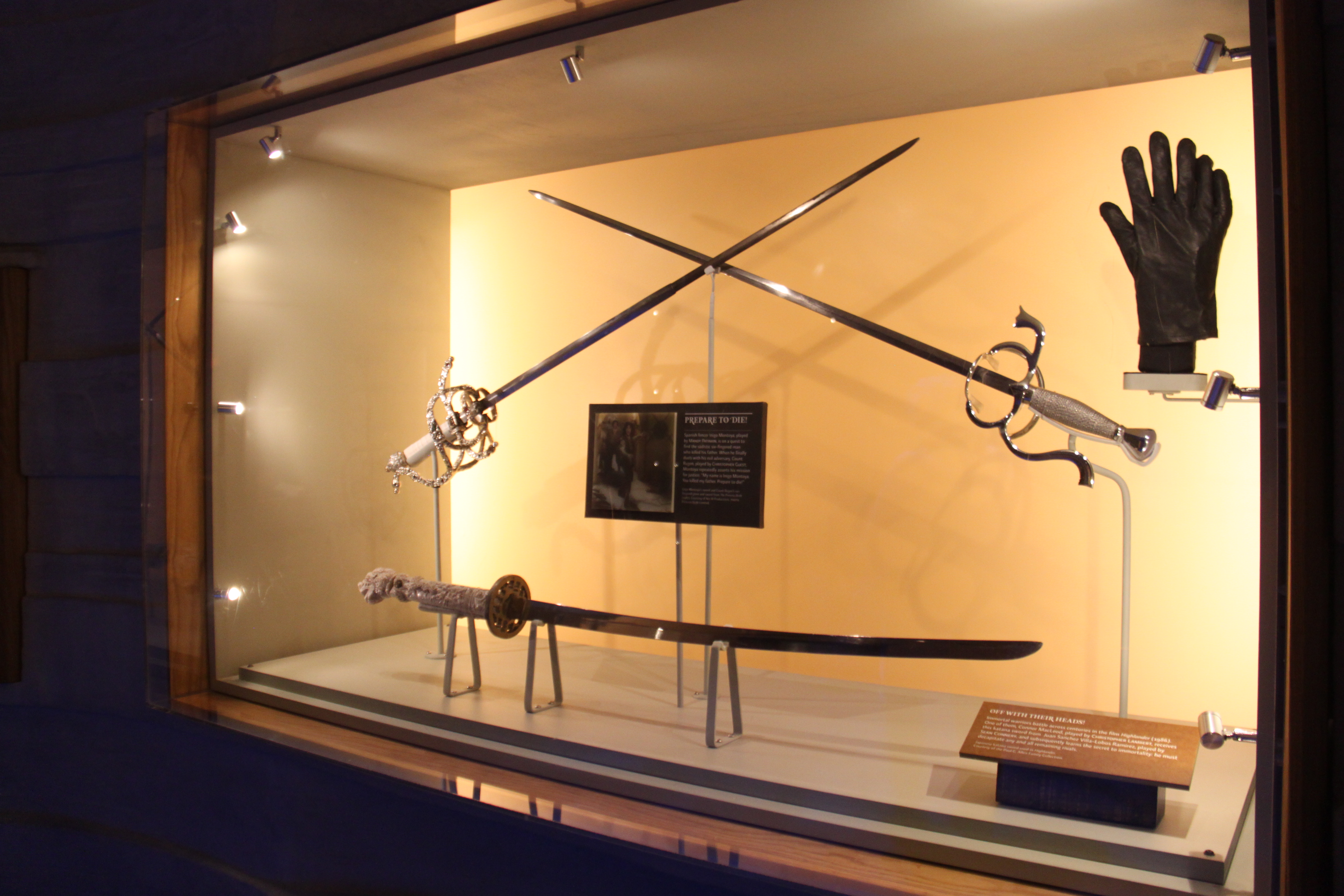

소품(小品, prop)은 영화나 연극에서 사용되는 물품의 뜻이다.

## 개요
소품이란 핸드백·가방·시계·안경 등 배우가 몸에 달거나 또는 지니고 나가는 것을 이른다. 무대에 배치된 가구나 소도구 등과 함께 일괄하여 취급되고, 소도구 전문점에서 빌려 오든가 아니면 극단 자체에서 또는 배우 스스로가 준비하든가 해야 한다.
다만 배우가 분장상의 필요에서 몸에 붙이고 나간 소품은 색·질·시대고증 등에 주의함과 동시에 연기하는 데 방해가 되지 않도록 주의할 필요가 있다.
구두·신발이나 모자·머리에 쓸 것은 소품과 마찬가지로 주의가 필요하지만 특히 의상 디자인과의 통일을 고려하여 제작하든가 주문할 것을 잊어서는 안 된다.
무대분장의 모든 것에 걸쳐서 즉 그 계획에서부터 실제에 이르기까지 창의성을 가지고 연구를 하는 것이 중요하다.